# Rotación de Wick
En física, una rotación de Wick, llamada así por el físico italiano Gian Carlo Wick, es un método para encontrar una solución a un problema matemático en el espacio de Minkowski a partir de una solución a un problema relacionado en el espacio euclídeo mediante una transformación que sustituye una variable imaginaria por una variable real. Esta transformación también se utiliza para encontrar soluciones a problemas en mecánica cuántica y otras áreas de la física.

## Visión general
La rotación de Wick está motivada por la observación de que la métrica de Minkowski en unidades naturales (con signatura (−1, +1, +1, +1))
{\displaystyle ds^{2}=-\left(dt^{2}\right)+dx^{2}+dy^{2}+dz^{2}}
y la métrica euclídea de cuatro dimensiones
{\displaystyle ds^{2}=d\tau ^{2}+dx^{2}+dy^{2}+dz^{2}}
son equivalentes si se permite que la coordenada t tome valores imaginarios . La métrica de Minkowski se vuelve euclídea cuando t se restringe al eje imaginario y viceversa. Tomando un problema expresado en el espacio de Minkowski con coordenadas x, y, z, t y sustituyendo t = −iτ a veces se obtiene un problema en coordenadas euclidianas reales x, y, z, τ que es más fácil de resolver. Esta solución puede entonces, bajo sustitución inversa, dar una solución al problema original.

## Mecánica estadística y cuántica
La rotación de Wick conecta la mecánica estadística con la mecánica cuántica reemplazando la temperatura inversa {\displaystyle 1/(k_{\text{B}}T)} con tiempo imaginario {\displaystyle it/\hbar } . Considere una gran colección de osciladores armónicos a la temperatura T. La probabilidad relativa de encontrar cualquier oscilador dado con energía E es {\displaystyle \exp(-E/k_{\text{B}}T)}, donde kB es la constante de Boltzmann. El valor promedio de un Q observable es, hasta una constante de normalización,
{\displaystyle \sum _{j}Q_{j}e^{-{\frac {E_{j}}{k_{\text{B}}T}}},}
donde la j recorre todos los estados, {\displaystyle Q_{j}} es el valor de Q en el j-ésimo estado, y {\displaystyle E_{j}} es la energía del j-ésimo estado. Ahora considere un solo oscilador armónico cuántico en una superposición de estados de la base, que evoluciona durante un tiempo t bajo un hamiltoniano H. El cambio de fase relativo del estado de la base con energía E es {\displaystyle \exp(-Eit/\hbar ),} dónde {\displaystyle \hbar } es la constante de Planck reducida. La amplitud de probabilidad de que una superposición uniforme (igualmente ponderada) de estados
{\displaystyle |\psi \rangle =\sum _{j}|j\rangle }
evoluciona a una superposición arbitraria
{\displaystyle |Q\rangle =\sum _{j}Q_{j}|j\rangle }
es, salvo una constante de normalización,
{\displaystyle \left\langle Q\left|e^{-{\frac {iHt}{\hbar }}}\right|\psi \right\rangle =\sum _{j}Q_{j}e^{-{\frac {E_{j}it}{\hbar }}}\langle j|j\rangle =\sum _{j}Q_{j}e^{-{\frac {E_{j}it}{\hbar }}}.}

## Estática y dinámica
La rotación de Wick relaciona los problemas de estática en n dimensiones con los problemas de dinámica en n − 1 dimensiones, intercambiando una dimensión de espacio por una dimensión de tiempo. Un ejemplo simple donde n = 2 es un muelle colgante con extremos fijos en un campo gravitacional. La forma del resorte es una curva y(x) . El resorte está en equilibrio cuando la energía asociada con esta curva está en un punto crítico (un extremo); este punto crítico suele ser un mínimo, por lo que esta idea suele denominarse "principio de mínima energía". Para calcular la energía, integramos la densidad espacial de energía sobre el espacio:
{\displaystyle E=\int _{x}\left[k\left({\frac {dy(x)}{dx}}\right)^{2}+V{\big (}y(x){\big )}\right]dx,}
donde k es la constante del muelle y V(y(x)) es el potencial gravitatorio.
El problema de dinámica correspondiente es el de una piedra lanzada hacia arriba. El camino que sigue la roca es el que extremaliza la acción ; como antes, este extremo suele ser un mínimo, por lo que se denomina " principio de acción mínima ". La acción es la integral de tiempo de la lagrangiana :
{\displaystyle S=\int _{t}\left[m\left({\frac {dy(t)}{dt}}\right)^{2}-V{\big (}y(t){\big )}\right]dt.}
Obtenemos la solución al problema de dinámica (hasta un factor de i ) del problema de estática por rotación de Wick, reemplazando y(x) por y(it) y la constante del muelle k por la masa de la roca m :
{\displaystyle iS=\int _{t}\left[m\left({\frac {dy(it)}{dt}}\right)^{2}+V{\big (}y(it){\big )}\right]dt=i\int _{t}\left[m\left({\frac {dy(it)}{dit}}\right)^{2}-V{\big (}y(it){\big )}\right]d(it).}

## Tanto térmico/cuántico como estático/dinámico
En conjunto, los dos ejemplos anteriores muestran cómo la formulación de la integral de caminos de la mecánica cuántica se relaciona con la mecánica estadística. De la mecánica estadística, la forma de cada muelle en una colección a la temperatura T se desviará de la forma de menor energía debido a las fluctuaciones térmicas; la probabilidad de encontrar un muelle con una forma determinada disminuye exponencialmente con la diferencia de energía de la forma de menor energía. De manera similar, una partícula cuántica que se mueve en un potencial puede describirse mediante una superposición de caminos, cada uno con una fase exp(iS), donde S es la acción del sistema: las variaciones térmicas en la forma a lo largo de la colección se han convertido en incertidumbre cuántica en el camino de la partícula cuántica.

## Más detalles
La ecuación de Schrödinger y la ecuación del calor también están relacionadas por una rotación de Wick. Sin embargo, hay una ligera diferencia. Las funciones estadístico-mecánicas de n puntos satisfacen la positividad, mientras que las teorías cuánticas de campo rotadas por Wick satisfacen la positividad de la reflexión . 
La rotación de Wick se llama rotación porque cuando representamos números complejos como un plano, la multiplicación de un número complejo por i es equivalente a rotar el vector que representa ese número por un ángulo de π/2 alrededor del origen .
La rotación de Wick también relaciona una teoría cuántica de campos a una temperatura inversa finita β con un modelo estadístico-mecánico en el "tubo" R3 × S1 con la coordenada de tiempo imaginario τ periódica con período β .
Véase, sin embargo, que la rotación de Wick no puede verse como una rotación en un espacio vectorial complejo equipado con la norma y la métrica convencionales inducidas por el producto interno, ya que en este caso la rotación se cancelaría y no tendría ningún efecto.

## Interpretación y prueba rigurosa
Las rotaciones de Wick pueden verse como un truco útil que se mantiene debido a la similitud entre las ecuaciones de dos campos aparentemente distintos de la física. En Quantum Field Theory in a Nutshell, Anthony Zee analiza las rotaciones de Wick y dice que
Se ha demostrado que se puede construir un vínculo más riguroso entre la teoría euclídea y la teoría cuántica de campos utilizando el teorema de Osterwalder-Schrader .